# Leif Enecrona
Leif Enecrona (ur. 5 marca 1940 w Sztokholmie) – szwedzki żużlowiec, występujący również na torach lodowych.
Pomiędzy 1966 a 1971 r. trzykrotnie zakwalifikował się do finałów indywidualnych mistrzostw świata, najlepszy wynik osiągając w 1966 r. w Göteborgu, gdzie zajął VII miejsce. Dwukrotnie wystąpił w finałach drużynowych mistrzostw świata, w 1966 r. we Wrocławiu zdobywając brązowy medal. Dwukrotnie zdobył medale indywidualnych mistrzostw Szwecji: złoty (Sztokholm 1968) oraz brązowy (Sztokholm 1971).